# Bortezomib
Bortezomib es un medicamento autorizado inicialmente en Estados Unidos y en la Unión Europea con el nombre comercial Velcade® en mayo de 2003 y abril de 2004, respectivamente. Se utiliza en monoterapia (único fármaco) o en combinación con otros medicamentos para el tratamiento del mieloma múltiple y del linfoma de células del manto. Está indicado en pacientes que sufran estas enfermedades a los que no se les pueda realizar trasplante de médula ósea o no respondan a otros tratamientos.

## Mecanismo de acción
Su mecanismo de acción es citotóxico. Destruye la célula tumoral por inhibición selectiva y reversible de la actividad del proteasoma 26S. El proteasoma es un complejo proteico que se encuentra en el interior de la célula y es el encargado de realizar la degradación de proteínas no necesarias o dañadas.

## Forma de administración
Se administra por vía intravenosa o subcutánea en un régimen posológico que varía según la indicación y la medicación concomitante.

## Efectos secundarios
Los efectos adversos más frecuentes comunicados durante el tratamiento con bortezomib son náuseas, diarrea, estreñimiento, vómitos, cansancio, pirexia (fiebre), trombocitopenia (recuento bajo de plaquetas), anemia (recuento bajo de glóbulos rojos), neutropenia (nivel bajo de neutrófilos, un tipo de glóbulo blanco que actúa contra las infecciones), neuropatía periférica (lesiones nerviosas en las manos y los pies), dolor de cabeza, parestesia (sensaciones extrañas como de hormigueo), falta de apetito, disnea (dificultad para respirar), sarpullido, herpes zóster y mialgia (dolor muscular). Los efectos adversos más graves incluyen fallo cardiaco, síndrome de lisis tumoral (complicaciones debidas a la degradación de células cancerosas), hipertensión pulmonar (presión elevada en la arterias de los pulmones), síndrome de encefalopatía reversible posterior (trastorno reversible del cerebro), enfermedad pulmonar infiltrante difusa aguda (un problema pulmonar grave), y neuropatía autónoma (daño a los nervios que controlan órganos como la vejiga, los ojos, el intestino, el corazón y los vasos sanguíneos).